# Dominique de Courcelles
Dominique de Courcelles (Geburtsname: Dominique Lavedrine, * 10. Juni 1953 in Paris) ist eine französische Archivarin und Historikerin, die vor allem zur Kulturgeschichte und   Ideengeschichte forscht.

## Leben
Dominique Lavedrine besuchte die École nationale des chartes. Sie studierte Geschichte, Archivkunde, Paläografie, Kunstgeschichte und Denkmalpflege und war Schülerin von Jacques Monfrin, Yves-Marie Bercé, Albert Hauf und Martí de Riquer. 1976 erlangte sie den Magister im Fach Geschichte mit einer von Michel Mollat du Jourdin betreuten Arbeit über Votivgaben an der Küste des Roussillon. Nach dem Examen als Archivarin 1980 wurde sie, nach ihrer Heirat nun unter dem Namen Dominique de Courcelles, im Archiv des Außenministeriums eingestellt. Von 1983 bis 1986 war sie wissenschaftliche Mitarbeiterin der Casa de Velázquez. 1988 wurde sie von der École des Hautes Études en Sciences Sociales mit einer von Louis Marin betreuten Dissertation über die katalanischen gosos, Gesänge der Verehrung der Muttergottes und der Heiligen in der Volksfrömmigkeit des Spätmittelalters und der Frühen Neuzeit, promoviert. Zudem absolvierte sie ein Theologiestudium am Institut Catholique de Paris und erwarb den Magister Theologiae mit einer von Jean Greisch betreuten Arbeit zu Ramon Llull.
Von 1988 bis 2005 lehrte Dominique de Courcelles am Institut de Science et de Théologie des Religions des Institut catholique de Paris und ab 1998 das Fach „Vergleichende Geschichte der Kulturen und Religionen“ an der École polytechnique. Zudem lehrte sie am Centre des études cinématographiques der Universität Paris III, an der Universität Paris-Dauphine das Fach „Wirtschaftsethik der drei monotheistischen Religionen“ und an der École des hautes études commerciales de Paris von 2002 bis 2008 das Fach „Unternehmensethik und nachhaltige Entwicklung“.
Dominique de Courcelles ist Forschungsdirektorin am Centre national de la recherche scientifique. Von 1993 bis 2000 gehörte sie einer von  Augustin Redondo geleiteten Gruppe an, die den Siglo de Oro erforschte. Von 2000 bis 2015 war sie Mitglied des „Centre d’études en rhétorique, philosophie et histoire des idées“ (Studienzentrum für Rhetorik, Philosophie und Ideengeschichte) an der École normale supérieure de Lyon. Seit 2015 gehört sie zur Gruppe „Théorie et histoire de l’esthétique, du technique et des arts“ (Theorie und Geschichte der Ästhetik, der Technik und der Schönen Künste, THETA) an der École normale supérieure unter Leitung von Pierre Caye. 2015 wurde ihr Forschungsprojekt „La raison du merveilleux à la Renaissance et dans la première modernité“ (Die Vernunft des Wundersamen in der Renaissance und der ersten Modernität) von der École normale supérieure (Paris) ausgezeichnet.
Dominique de Courcelles hielt Gastvorlesungen an zahlreichen Universitäten. 2009 drehte sie den Film Entre le Feu et l’Eau (Zwischen Feuer und Wasser) über die Vier-Elemente-Lehre und die Wasserversorgung der Megastadt Mexiko.

## Forschungsbereiche
Ihre Forschungen befassen sich – neben den bereits genannten Themen – besonders mit den Handschriften des Roman de la Rose, mit Katalonien, der Valencianischen Gemeinschaft, dem Vizekönigreich Neuspanien, Ausiàs March, Bernat Metge, Joan Martorell, Tirant lo Blanc, Teresa von Ávila, Johannes vom Kreuz, Pedro Mexía, Miguel de Cervantes, Bernal Díaz del Castillo, Bernardino de Sahagún und Remedios Varo. Dazu kommen Veröffentlichungen zu Marguerite Porete, Hadewijch, Augustinus von Hippo, Nikolaus von Kues, Heinrich Cornelius Agrippa von Nettesheim, Paracelsus, Michel de Montaigne und Angélique Arnauld.

## Mitgliedschaften und Auszeichnungen
Dominique de Courcelles ist Mitglied
- der Real Academia Hispano Americana de Ciencias, Artes y Letras de México (Hispanoamerikanische Akademie der Naturwissenschaften, Künste und Geisteswissenschaften), des mexikanischen Zweiges der gleichnamigen Akademie in Spanien
- der Reial Acadèmia de Bones Lletres de Barcelona
- des Institut d’Estudis Catalans in Barcelona
- des Collège international de philosophie in Paris

1992 zeichnete die Société de l'École des chartes, die Vereinigung der Alumnen der Archivschule, Dominique de Courcelles mit dem Prix Madeleine-Lenoir aus. 2013 verlieh die Zeitschrift Serra d’Or der Benediktinerabtei Santa Maria de Montserrat ihr den Serra-d’Or-Kritiker-Preis für die im Jahr zuvor erschienene katalanische Ausgabe ihres Werkes über Ramon Llull.

## Bücher
- L’écriture dans la pensée de la mort en Catalogne. Les „goigs“ en Catalogne de la fin du Moyen Âge au XVIIIe siècle (Dissertation). 1988.
- La parole risquée de Raymond Lulle. Entre le judaïsme, le christianisme et l’islam. Librairie philosophique Vrin, Paris 1992.
- Augustin ou le génie de l’Europe. Jean-Claude Lattès, Paris 1995.
- Montaigne au risque du Nouveau Monde. Brepols, Paris 1996.
- Le Sang de Port-Royal. Éditions de l’Herne, Paris 1996.
- Stigmates. In: Cahiers de l’Herne. Éditions de l’Herne, Paris 2000.
- Langages mystiques et avènement de la modernité. Champion, Paris 2003.
- Voyage d’herbe et de pluie. Schena Editore, Bari 2006 [poetisch-philosophisches Märchen].
- De soplo y de espejo. Lorca – Gades – Saura en Bodas de sangre. Alpha-Decay, Barcelona 2007.
- als Herausgeberin: Enjeux philosophiques de la mystique. Millon, Grenoble 2007.
- Globale Diversité: pour une approche multiculturelle du management. École Polytechnique, Paris 2008.
- Ecrire l’histoire, écrire des histoires dans le monde hispanique. Librairie philosophique J. Vrin, Paris 2009.
- Escribir historia, escribir historias en el mundo hispánico. Universidad Nacional Autónoma de México (UNAM), Mexiko-Stadt 2011.
- Cants de Mort d’Ausiàs March (in der Reihe Biblioteca d’Autors Valencians). Institució Alfons el Magnànim, València 2010.
- als Herausgeberin: Goûter la terre. Histoire culturelle et philosophique des éléments. L’École des chartes, Paris 2016.